# Giamaica
La Giamaica (in inglese: Jamaica) è uno Stato insulare delle Grandi Antille, lungo 240 km e largo 80 km, situato nel mar dei Caraibi. Si trova a 630 km dal continente centroamericano, a 150 km da Cuba a nord e a 190 km dall'isola di Hispaniola, sulla quale si trovano Haiti e la Repubblica Dominicana, a nord-est.
Il Sovrano della Giamaica coincide con quello del Regno Unito di Gran Bretagna e Irlanda del Nord: attualmente il Re della Giamaica è Carlo III.
Gli indigeni Taino di lingua arawak chiamarono l'isola Xaymaca, che vuol dire terra delle sorgenti o terra del legno e dell'acqua. La Giamaica, già possedimento spagnolo noto con il nome di Santiago, è poi diventata possedimento dell'Impero britannico nelle Indie occidentali. La popolazione del Paese è composta principalmente da discendenti di popolazioni provenienti dall'area sub-sahariana fatte schiave dai britannici. È il terzo Paese anglofono più popoloso delle Americhe, dopo gli Stati Uniti d'America e il Canada.

## Storia
Indigeni Arawak o Taino originari del Sud America si stabilirono per la prima volta sull'isola tra il 1400 a.C. e il 1000 a.C. Sebbene alcuni studi indichino che la loro scomparsa risale al contatto con gli europei, altri studiosi sostengono che a questo contatto alcuni indigeni siano sopravvissuti.
Cristoforo Colombo sbarcò sull'isola nel 1494, approdando a Discovery Bay, fra Ocho Rios e Montego Bay. Descrisse la nuova scoperta come «la più bella isola che occhio umano abbia mai veduto» e la battezzò Santiago. Successivamente, la Giamaica fu rivendicata dalla Spagna, che vi istituì una propria colonia: nacque così la Giamaica spagnola, o Colonia di Santiago, cosiddetta da Santiago de la Vega, capitale della colonia. La conquista dell'isola fu portata a termine dai re cattolici nel primo decennio del XVI secolo.
Nel 1655, tuttavia, l'ammiraglio britannico William Penn (padre di William Penn di Pennsylvania) e il generale Venables si impadronirono dell'isola. La Spagna riconobbe ufficialmente la sovranità britannica sulla Giamaica con il trattato di Madrid del 1670: l'isola divenne quindi una colonia della corona britannica, la Colonia della Giamaica. Durante i due secoli di dominio britannico, la Giamaica divenne la prima nazione al mondo per le esportazioni di zucchero e produsse oltre 77 000 tonnellate di zucchero ogni anno tra il 1820 e il 1824, risultato raggiunto attraverso l'uso massiccio del lavoro degli schiavi importati dall'Africa.
All'inizio del XIX secolo la consistente importazione di schiavi da parte del Regno Unito ebbe l'effetto di aumentare la popolazione dei neri, che superarono i bianchi con un rapporto di 20 a 1, il che provocò costanti minacce di rivolta. In seguito a una serie di ribellioni, come l'insurrezione del 1830, la schiavitù fu formalmente abolita nel 1834, con la completa emancipazione dalla schiavitù dei beni mobili che fu dichiarata nel 1838.
La Giamaica guadagnò progressivamente la sua indipendenza dal Regno Unito e nel 1958 divenne una provincia della Federazione delle Indie Occidentali, un organismo che comprendeva tutte le Indie occidentali britanniche. La Giamaica ottenne piena indipendenza staccandosi dalla Federazione delle Indie Occidentali e dal Regno Unito il 6 agosto 1962.
La crescita del debito estero sotto il governo di Michael Manley, determinato ad alleviare le condizioni di grave iniquità economica della Giamaica, portò all'imposizione delle misure di austerità del FMI. Il peggioramento delle condizioni economiche e il coinvolgimento della CIA a causa del socialismo internazionale di Manley e alla sua amicizia con Fidel Castro portarono a una disperata campagna totale di rielezione tra il Partito Nazionale del Popolo di Manley e il principale partito di opposizione, il Partito Laburista Giamaicano. Entrambi i partiti politici divennero collusi con bande rivali debitamente armate di Kingston. Questa politica, insieme al crescente stato di emergenza dovuto al fatto che la Giamaica era un centro di smistamento della cocaina durante gli anni ottanta condusse a frequenti episodi di violenza e servì solo a impoverire ulteriormente un'ampia parte della popolazione giamaicana.
Il risultato più estremo di questa spirale di violenza, droga e povertà fu la brutale guerra di sparatorie che si verificò per le strade di Kingston a partire dalla metà degli anni novanta in poi. Nella circostanza le forze di polizia giamaicane sono state accusate di complicità in questa feroce zona dell'isola. Tuttavia si deve notare che le zone rurali dell'isola, specialmente località di ritrovo di Negril, Montego Bay e Ocho Rios, rimangono piuttosto sicure. Bisogna ricordare, comunque, che la Giamaica resta uno dei Paesi con il più alto tasso di omicidi al mondo.
Le ex capitali della Giamaica includono Port Royal, dove esercitò il potere il pirata Henry Morgan, e che fu distrutta da una tempesta e da un terremoto, e Spanish Town, nel distretto di Saint Catherine, la vecchia capitale coloniale spagnola e la capitale inglese durante il XVIII e il XIX secolo.
Nel 2024, la ministra degli Affari Legali e Costituzionali, Marlene Malahoo Forte, ha presentato una proposta di legge per trasformare la Giamaica in una repubblica parlamentare, su spinta del repubblicanesimo ormai radicato sull'isola.

## Geografia
L'isola è lunga 240 km da est a ovest e larga al massimo 85 km da nord a sud, appartiene alla zona dei corrugamenti terziari delle Grandi Antille, orientati da est a ovest, e possiede un rilievo montuoso e un'intensa attività sismica. Nella parte orientale dell'isola s'innalza il massiccio cristallino delle Blue Mountains (Montagne Azzurre), culminanti a 2256 m nel Blue Mountain Peak; al centro e a ovest si estende un altopiano calcareo (460 m di altitudine media) in cui si sono sviluppate formazioni carsiche che creano paesaggi spettacolari (Cockpit Country a nord-ovest). Alla periferia di questi rilievi vi sono pianure alluvionali, estese soprattutto a sud e a ovest, mentre a nord e a est si riducono a un nastro sottile o scompaiono.

### Clima
Il clima è di tipo tropicale, con temperature alte (23-24 °C - 30-31 °C, la minima e la massima) e molto umide (media giornaliera attorno al 75-80%) durante metà anno, da dicembre a maggio dove abbiamo una stagione più secca, mentre a novembre si concentrano una buona parte delle piogge. La media pluviometrica si aggira sui 2 000 millimetri l'anno, assai di più sulla costa settentrionale del Portland, dove si trova Port Antonio. I mesi di settembre e ottobre sono a rischio uragani. Questo clima favorisce la crescita di piante come la canna da zucchero e altri frutti tra cui piante tropicali e anche la Cannabis sativa.

### Flora e fauna
La Giamaica è un territorio forestale ricco di numerose specie di piante e fiori tropicali. Nella fauna spiccano una folta schiera di uccelli: colibrì, pappagalli, tucani, cornacchie e pellicani. Ci sono molti rettili come i serpenti e gli alligatori, ragni, pesci tropicali, tartarughe marine e squali.
La farfalla Omero è una specie endemica dell'isola.
Nell'isola nasce una varietà di specie di piante come la cannabis, che qui è semplicemente ganja e parte fondante di un rito per i rasta. Fino al 2017 era largamente tollerata, ma ufficialmente proibita dalla legge, quindi perseguibile. Dal 2018 l'uso della marijuana è stato liberalizzato. La marijuana viene utilizzata anche per la produzione di medicinali e tessuti.

## Suddivisione amministrativa

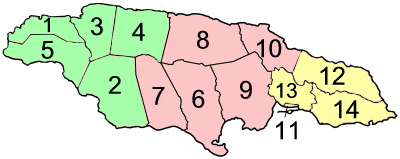
Le parrocchie civili della Giamaica

La Giamaica è divisa in 14 parrocchie civili (parish), raggruppate in tre contee storiche che non hanno alcuna rilevanza amministrativa, ma che rendono più agevole una rapida identificazione geografica e topografica:
| Contea di Cornwall | Contea di Cornwall | Contea del Middlesex | Contea del Middlesex | Contea del Surrey | Contea del Surrey |
| 1                  | Hanover            | 6                    | Clarendon            | 11                | Kingston          |
| 2                  | St. Elizabeth      | 7                    | Manchester           | 12                | Portland          |
| 3                  | St. James          | 8                    | St. Ann              | 13                | St. Andrew        |
| 4                  | Trelawny           | 9                    | St. Catherine        | 14                | St. Thomas        |
| 5                  | Westmoreland       | 10                   | St. Mary             |                   |                   |

## Ordinamento dello Stato

### Costituzione
La Costituzione della Giamaica (Constitution of Jamaica) risale al 1º gennaio 1962.

## Società

### Composizione etnica

Andamento della popolazione della Giamaica dal 1950 al 2020

La popolazione giamaicana è composta principalmente dai discendenti degli schiavi provenienti dall'Africa occidentale (76,3% del totale). Seguono gli afroamericani misti, principalmente discendenti dal ramo africano e quello europeo (15,1%) asiatici (indiani 3,2%; cinesi 1,2%; libanesi 0,1%), europei (3,1%).
- Afroamericani: 76,3%
- Mulatti: 15,1%
- Asiatici: 4,5%
  - Indiani: 3,2%
  - Cinesi: 1,2%
  - Libanesi: 0,1%
- Europei: 3,1%

### Lingua
La lingua ufficiale del Paese è l'inglese. La maggioranza della popolazione adopera nella quotidianità una lingua creola-inglese (patwah, termine derivato dal francese patois), che presenta influenze africane (akan e yoruba), spagnole, portoghesi, francesi, amerindie (arawak) e asiatiche. Il patwah presenta alcune spiccate caratteristiche fonetiche: ad esempio, la perdita del suono h.

### Religione
I cristiani costituiscono il 65,3% della popolazione della Giamaica. Le confessioni cristiane più diffuse sono: rastafarianesimo con le sue correnti e protestantesimo (Chiesa di Dio, avventista, battista, pentecostale e anglicana). Vi è anche una piccola comunità cattolica composta da 80 000 fedeli. Vi sono poi piccole minoranze non cristiane (buddhiste, islamiche, induiste e bahá'í) di recente formazione. Esiste anche un'esigua ma storica comunità ebraica, discendente da ebrei sefarditi che abbandonarono Spagna e Portogallo nel XV secolo. La statua di Giodi è presente vicino alle cascate di Ochos Rios ed è venerato come un dio. Si pensava fosse lui il liberatore dei giamaicani del mondo.
A completare il quadro è poi il culto di Obeah, di origine africana, diffuso nelle aree più povere e nelle zone rurali del Paese.

### Emigrazione
Nel corso del Novecento si verificò una forte emigrazione di giamaicani (circa un milione di individui), diretti principalmente verso Stati Uniti, Regno Unito, Canada e Panama. Tali movimenti migratori sembrano aver subito una battuta d'arresto negli anni più recenti. Come risultato di tale processo, si sono create consistenti comunità di giamaicani all'estero, specie nelle città statunitensi di New York, Buffalo, Miami, Atlanta e Orlando, nonché nella città canadese di Toronto e nelle aree metropolitane britanniche (dove i giamaicani rappresentano peraltro la porzione più consistente della comunità caraibica).

## Istruzione

### Università
In ambito universitario in Giamaica, nel campus di Mona, si trova l'Università delle Indie occidentali, fondata nel 1948.

## Cultura

### Patrimoni dell'umanità
Le Blue e John Crow Mountains è stato il primo sito della Giamaica a essere iscritto, nel 2015, nella lista dei patrimoni dell'umanità dell'UNESCO.

### Produzione letteraria
In campo letterario da segnalare la figura dello scrittore Marlon James, vincitore del Booker Prize, nel 2015, Claude McKay, che fece parte del movimento Rinascimento di Harlem e ancora Marcus Garvey e Louise Bennett, che scrisse e recitò le sue poesie in lingua creola giamaicana.

### Musica reggae

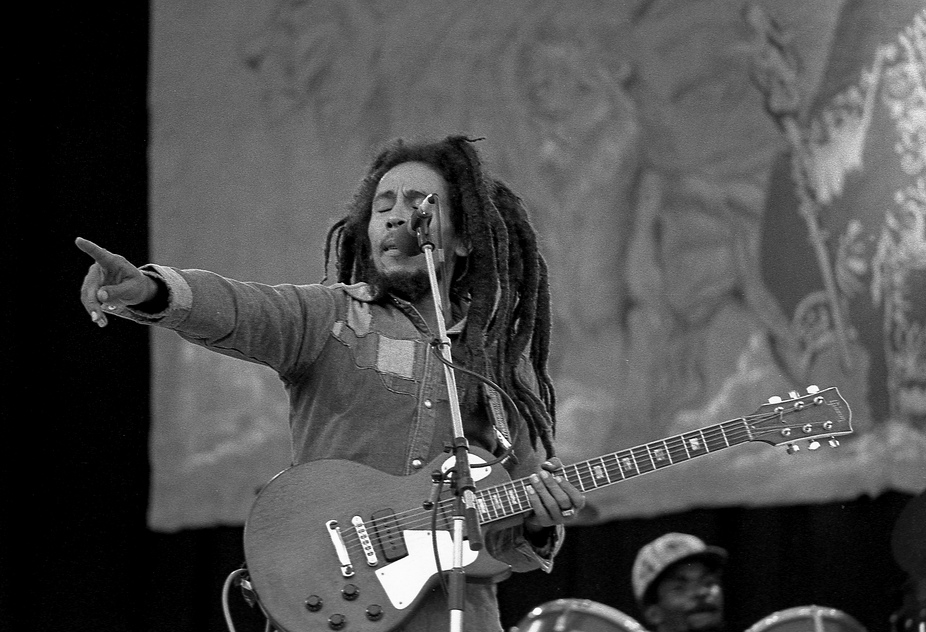
Bob Marley.

La Giamaica è la patria dello ska, del reggae e di molti generi che ne sono derivati, come il dub e il raggamuffin. Il più grande esponente di questo genere è stato il cantautore Bob Marley, (esponente più esattamente del roots reggae), che ha reso questo genere famoso in tutto il mondo. Tra le sue canzoni più famose si ricordano No Woman, No Cry (1975) e Redemption Song (1980). Altri cantanti e rapper giamaicani noti sono Shaggy e Sean Paul.

### Ricorrenza nazionale
- 6 agosto: Independence Day: Giorno dell'indipendenza dal Regno Unito, nel 1962.

## Sport

### Atletica leggera
Pur non essendo uno Stato molto popolato, in Giamaica si sono formati molti tra i più grandi velocisti di sempre: gli abitanti di quest'isola sono mediamente portati a prestazioni atletiche di grande potenza come appunto può essere richiesto in una gara di 100 e 200 metri. L'attuale detentore del record del mondo e campione olimpico dei 100 metri è il giamaicano Usain Bolt che ha saputo fermare il cronometro a 9"58 nel 2009, battendo i suoi precedenti record di 9"69 e 9"72 realizzati in seguito al 9"74 del connazionale Asafa Powell. Giamaicano è anche Yohan Blake, medaglia d'oro nei 100 m a Taegu 2011.
Bolt è anche campione olimpico e detentore del record mondiale dei 200 metri con il tempo di 19"19, avendo migliorato nel 2009 il suo precedente primato di 19"30, risalente alla finale olimpica di Pechino 2008, e quello precedente di 19"32 dello statunitense Michael Johnson. Anche il primato mondiale della staffetta 4×100 metri appartiene alla Giamaica con il tempo di 36"84, stabilito l'11 agosto 2012 nella finale olimpica dei Giochi di Londra dal quartetto composto da Nesta Carter, Michael Frater, Yohan Blake e Usain Bolt, tempo migliore dei precedenti primati di 37"04 (stabilito ai Mondiali di Taegu 2011) e 37"10 (stabilito ai Giochi olimpici di Pechino 2008). Omar McLeod è campione mondiale in carica dei 110 metri ostacoli con il tempo di 13"04. Da non dimenticare, tra gli atleti giamaicani più celebri, Don Quarrie, medaglia d'oro nei 200 metri ai Giochi olimpici di Montréal 1976.
In campo femminile la Giamaica può vantare Shelly-Ann Fraser-Pryce, due volte campionessa olimpica e una volta campionessa mondiale dei 100 metri piani, Veronica Campbell-Brown, campionessa olimpica dei 200 metri piani nonché campionessa del mondo di 100 e 200 metri, e Melaine Walker, campionessa olimpica e mondiale dei 400 metri ostacoli. Una delle atlete più rappresentative della Giamaica è Merlene Ottey, protagonista delle gare di velocità negli anni ottanta-novanta e vincitrice di svariate medaglie in campo internazionale.
Non si ricordano risultati importanti nelle gare di resistenza, dove la Giamaica non ha mai trovato spazio tra le grandi a testimoniare ulteriormente come i maggiori risultati siano pervenuti in specialità in cui è richiesto lo sprint piuttosto che una tenuta fisica nel tempo. Si può sostenere che l'atletica sia vista dai giamaicani soprattutto come una delle strade per ottenere borse di studio e proseguire gli studi (generalmente negli USA).

### Giochi olimpici
Ed è proprio dall'atletica leggera, nei 400 m piani, che viene conquistato il primo oro olimpico per la Giamaica con Arthur Wint, ai Giochi olimpici di Londra 1948. Arthur Wint vinse anche la prima medaglia olimpica per la Giamaica: medaglia d'argento negli 800 metri piani, sempre ai Giochi olimpici di Londra 1948.
L'atleta giamaicano più titolato dei Giochi olimpici è il velocista Usain Bolt, con 8 ori conquistati (e 11 ori mondiali).

### Calcio
La nazionale di calcio della Giamaica ha vinto per ben sei volte la Coppa dei Caraibi e ha come suo attuale capocannoniere Luton Shelton con 35 reti.

## Gastronomia
La Giamaica è un'isola rigogliosa e ricca di vita, tra cui moltissimi frutti che crescono abbondanti ovunque. Per esempio mango, papaya, frutto della passione, avocado, achee, guinep, breadfruit, jackfruit, carambola, sweet op e molti altri. L'enorme diversità si è sviluppata grazie ai primi indigeni che approdarono sull'isola, ai conquistatori europei e ai popoli Sudafricani da loro commerciati. La cucina giamaicana in sé fu influenzata sia dalle popolazioni indigene sia da quelle europee, nonché dai popoli colonizzati dall'Inghilterra, come gli indiani e i sudafricani. Le spezie come zenzero, timo, aglio, cipollotto, noce moscata, peperoncino scotch bonnet, curry, ecc. sono fondamentali nella cucina giamaicana. In esse vengono fatti marinare alimenti proteici come pollo o maiale, per poi venire cucinati in "jerk style", quindi arrostiti e affumicati in appositi cilindri di alluminio. I piatti tradizionali sono, oltre al jerk, la capra al curry, la coda di manzo brasata, il pesce in escavice, le lumache di mare in "brown stew" o al curry e, indispensabili come spuntino, i patties (panini fatti con farina e grasso, farciti di pollo al curry, ragù di manzo o verdure). Come contorno troviamo sempre riso e fagioli bolliti nel latte di cocco, platano fritto, breadfruit arrostito, callaloo bollito, dumpling (impasto di acqua e farina bollito) e festival (come il dumpling, ma con aggiunta di zucchero e cannella e fritto). Sono previste anche diete particolari come quella Rastafari, nella quale si mangia solo cibo "ital", ovvero senza sale e alimenti di origine animale. Alcuni si nutrono di pesce, ma ognuno ha un suo particolare approccio con la religione.